# Heliosia atriplaga
Heliosia atriplaga là một loài bướm đêm thuộc phân họ Arctiinae, họ Erebidae.